# George Osborne
George Gideon Oliver Osborne (* 23. května 1971, Londýn) je britský politik, člen Konzervativní strany a bývalý ministr financí Spojeného království. V současné době[kdy?] působí na částečný úvazek jako manažer investičního fondu BlackRock a jako šéfredaktor bezplatného deníku Evening Standard, kam ho dosadil majitel novin Jevgenij Lebeděv.

## Biografie
Studoval na St Paul's School v Londýně a na Magdalen College v Oxfordu. Byl členem různých studentských klubů jako je Grid, Canning Club a Bullingdon Club. Členem Bullingdon klubu byl George Osborne v době, kdy zde byl členem také jeho přítel Nataniel Philipp Rotschild.

## Kontroverzity
V roce 2008 měl jednat o daru ve výši 50 000 liber šterlinků od ruského oligarchy Olega Děripasky.